# Wiązanie wielokrotne
Wiązanie wielokrotne – wiązanie chemiczne między dwoma atomami, w którym bierze udział więcej niż jedna para elektronowa.

## Wiązania podwójne i potrójne

Wiązania σ i π w alkenie

Wiązanie podwójne w etylenie

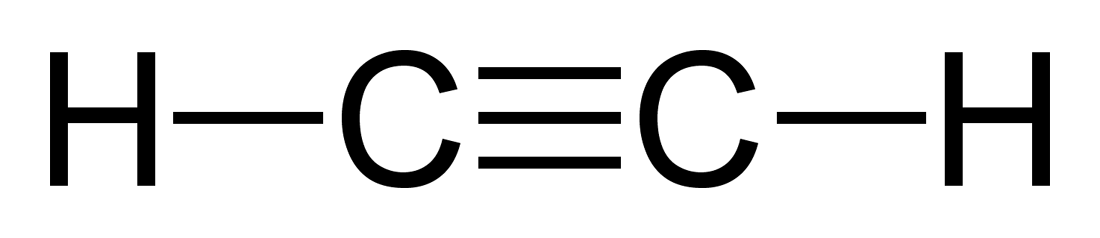
Wiązanie potrójne w acetylenie

Struktura elektronowa benzenu z zaznaczonymi wiązaniami σ (czarne kreski) i zdelokalizowanymi elektronami π (czerwone pierścienie)

Zgodnie z teorią orbitali frontalnych wiązanie wielokrotne składa się zazwyczaj z jednego wiązania σ i jednego lub więcej wiązań π.
Wiązania podwójne i potrójne występują powszechnie, np. w dużej liczbie związków organicznych.
Teoria orbitali frontalnych dopuszcza też możliwość występowania wiązań półtorakrotnych, które formalnie rzecz biorąc są parami wiązań pojedynczych i podwójnych, przy czym następuje ich delokalizacja na skutek rezonansu chemicznego, co powoduje, że wiązania te są równocenne. Wiązania takie występują np. w związkach aromatycznych. Wiązania o niecałkowitej krotności występują również powszechnie pomiędzy niemetalami w kwasach tlenowych i ich pochodnych.
Energia wiązań wielokrotnych jest zazwyczaj wyższa od wiązań pojedynczych, nie stanowi jednak ich prostej sumy. Wiązania wielokrotne są zawsze krótsze od wiązań pojedynczych między tymi samymi atomami. Mniejsza długość wiązań wielokrotnych i większe nagromadzenie elektronów powoduje, że związki zawierające wiązania wielokrotne są zwykle bardziej reaktywne od związków zawierających wiązania pojedyncze.

## Wiązania więcej niż trzykrotne
Bardzo długo sądzono, że wiązania więcej niż trzykrotne nie mogą istnieć. Pogląd ten jeszcze do dzisiaj pokutuje w wielu podręcznikach chemii. W latach 60. XX w. odkryto jednak związki kompleksowe, w których występują wiązania poczwórne. Pierwszym takim związkiem był K
2[Re
2Cl
8], w którym istnieje wiązanie poczwórne między atomami renu. W roku 1982 znano już kilkaset związków, głównie dwucentrowych kompleksów metaloorganicznych, w których występują wiązania poczwórne.
W roku 2005 w czasopiśmie Nature ukazała się publikacja autorstwa Laury Gagliardi i Bjorna O. Roosa, w której na drodze teoretycznych obliczeń kwantowo-mechanicznych autorzy wykazali możliwość istnienia stabilnego wiązania pięciokrotnego między dwoma atomami uranu. Jest to uzasadnione faktem szczególnej konfiguracji elektronowej tego pierwiastka, posiadającego 16 bardzo zbliżonych energetycznie orbitali walencyjnych (siedem 5f, pięć 6d, jeden 7s i trzy 7p), w stanie podstawowym obsadzonych przez sześć elektronów: (5f)3(6d)1(7s)2. Obliczenia autorów pracy wskazały, że w układzie U–U powinny występować trzy wiązania dwuelektronowe i cztery wiązania jednoelektronowe z udziałem dziesięciu elektronów wiążących, co formalnie odpowiada wiązaniu pięciokrotnemu. Jakkolwiek nie ma obecnie niepodważalnego dowodu na istnienie tego rodzaju wiązania w postaci danych z rentgenografii strukturalnej, znane są dwa związki chemiczne, H
2U
2H
2 i OU
2O, których względna trwałość może być wyjaśniona przy założeniu istnienia wiązania pięciokrotnego między atomami uranu.

## Układy zawierające kilka wiązań wielokrotnych
- Wiązania skumulowane – układ co najmniej dwóch wiązań podwójnych występujących w bezpośrednim sąsiedztwie (typu C=C=C)[7].
- Wiązania sprzężone – dwa (lub więcej) wiązania wielokrotne rozdzielone jednym wiązaniem pojedynczym (typu C=C−C=C)[8]; w układzie tym dochodzi do delokalizacji elektronów π[9]. Szczególnym przypadkiem tego typu w niektórych związkach cyklicznych jest powstanie układu aromatycznego (np. w benzenie).
- Wiązania izolowane – układ wiązań wielokrotnych rozdzielonych więcej niż jednym wiązaniem pojedynczym (typu C=C−C−C=C), tj. wszystkie przypadki, w których wiązania nie są ani skumulowane, ani sprzężone[10].